# Sergij Koroljov
Arcibiskup Sergij, rusky Архиепископ Сергий, občanským jménem Аркадий Дмитриевич Королёв / Arkadij Dmitrijevič Koroljov (18. (30.) ledna 1881 Moskva – 18. prosince 1952 Kazaň) byl biskup Ruské pravoslavné církve v Praze (1931–1946) a arcibiskup kazaňský a čistopolský.

## Život
Narodil se 18. ledna 1881 v Moskvě v rodině obchodníka. Jeho otec zemřel, když Arkadijovi byly teprve tři měsíce. Dětství strávil pouze s matkou ve vsi Oboljanovo při vlachernském monastýru v Moskevské gubernii. Zde vychodil obecní školu a pomáhal při zemědělských pracích.

## Duchovní působnost
V roce 1906 Arkadij Koroljov dokončil studia na Moskevské duchovní akademii, avšak pouze jako student, nepředložil disertační práci.
Svou mnišskou dráhu nastoupil v létě 1906, když se vydal do jabločinského svato-onofrinského manastýru v Chełmské eparchii, kde byl představeným archimandrita Serafim. Zde se také seznámil s biskupem Jevlogijem. Dne 7. června 1907 byl Koroljov postřižen na mnicha jménem Sergij, a v roce 1908 vysvěcen na jeromonacha.
V roce 1914 byl vysvěcen na archimandritu a jmenován představeným kláštera, avšak již následujícího roku byl, z důvodu postupující hranice fronty, nucen evakuaovat monastýr do vnitřních částí gubernie. Teprve roku 1920 se archimandrita metropolity Sergij vrátil do Jabločného, které se nacházelo již na území nově vytvořené Polské republiky. Monastýr byl silně poškozen a bylo nutné jej znovu vybudovat.
Dne 17. dubna 1921 byl ve vilniuském klášteře u Svatého Ducha vysvěcen na biskupa bělského. Vzhledem k tomu, že chełmská katedra byla opuštěná, nový biskup byl dočasně pověřen správou eparchie. Protestoval proti obnovení autokefality polské církve polskou vládou, za což byl roku 1922 zatčen a poslán do Československa.

### Pražská činnost

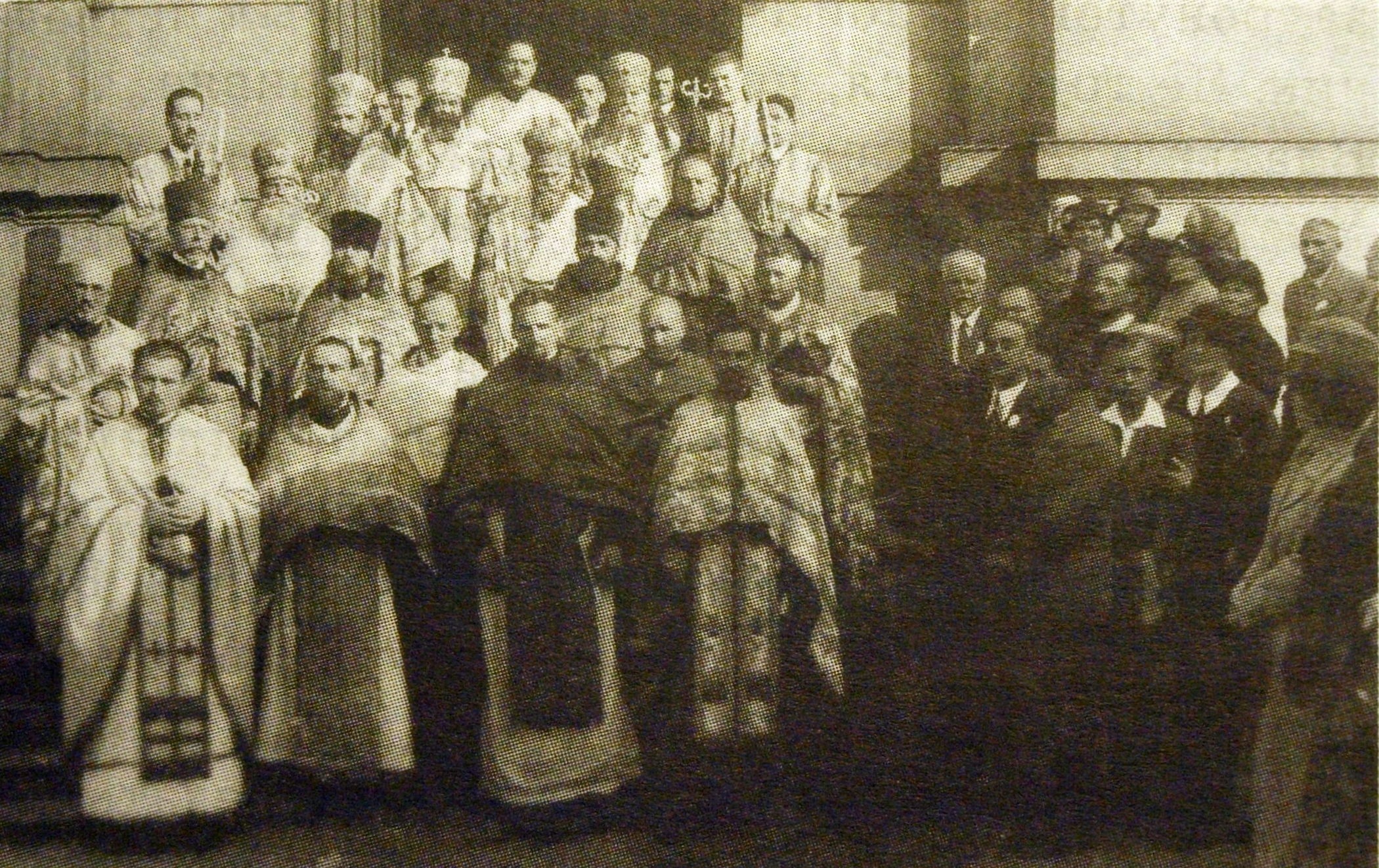
Svěcení nového pravoslavného chrámu svatých Cyrila a Metoděje v Resslově ulici, na fotografii jsou kromě biskupa Sergije a jeho pomocníka Isaakije zachyceni také biskup Gorazd.

Když zjistil, že v Praze je pravoslavný chrám, přesídlil biskup Sergij do hlavního města. V chrámu svatého Mikuláše na Staroměstském náměstí, jediném pravoslavném chrámu v Praze, nebyl žádný skutečný duchovní. Poté, co se o příjezdu biskupa Sergije do Prahy dověděl, jej metropolita západoevropských pravoslavných ruských církví Jevlogij, který rovněž působil v Praze, učinil svým vikářem a představeným chrámu sv. Mikuláše. Takto biskup Sergij prožil 24 let v Praze, pod stálým vedením metropolity Jevlogije a bez styku s Moskevským patriarchátem.
Biskup Sergij během svého pobytu v Praze bydlel v malém pokoji v domě u jisté paní Černohlávkové. Zde biskup přijímal časté a početné návštěvy. Dlouhou dobu byl biskup Sergij jediným duchovním v chrámu a sám vykonával všechny bohoslužby: pohřby, křtiny, svatby, světil nemocnice, dával rozhřešení nemocným. Okolo sebe neměl početné duchovenstvo, jen s pomocí několika mladých přisluhujících vykonával slavnostní archijerejské bohoslužby. A v roce 1929 mu byl poslán na pomoc jeromonach Isaakij, jenž se postupně stal jeho nejbližším spolupracovníkem a přítelem.
Pod vedení biskupa Sergije kromě pražské eparchie spadaly také pravoslavné komunity v Brně a Bratislavě, jež v té době neměly vlastní svatyně. Taktéž duchovně spravoval lázeňské chrámy v Karlových Varech (chrám svatých Petra a Pavla), Mariánských Lázních (chrám svatého Vladimíra) a Františkových Lázních (chrám svaté kněžny Olgy), kde se bohoslužby konaly pouze v letních měsících.
Velkou zásluhou měl biskup Sergij na výstavbě chrámu Zesnutí Přesvaté Bohorodice na Olšanských hřbitovech v Praze v letech 1924–1925. Zásluhou vladyky se podařilo pro tento účel sehnat značné množství prostředků. Po jistou dobu byl tento maličký chrám určen výhradně k bohoslužbám pražskému biskupu Gorazdovi.
V roce 1939 bylo Československo obsazeno nacistickým Německem a byl zřízen Protektorát Čechy a Morava. Nová vláda zde pak tolerovala pouze jedinou pravoslavnou hierarchii, a to Německou eparchii Ruské pravoslavné církve v zahraničí v čele s metropolitou Serafimem. S požehnáním metropolity Jevlogije dne 3. listopadu 1939 biskup Sergij s metropolitou Serafimem uzavřeli dohodu, že si pražská obec zachová samosprávu, avšak formálně se podřídí německé eparchii. Také hlava české eparchie v jurisdikci Srbské pravoslavné církve, biskup Gorazd, souhlasil s podřízením metropolitovi Serafimovi, avšak již v roce 1942 zemřel mučednickou smrtí. Události z roku 1942 měly rovněž za následek faktickou likvidaci české pravoslavné církve.
Po skončení druhé světové války přešly všechny pravoslavné komunity na území Československa, spravované metropolitou Jevlogijem, tak i české eparchie Srbské pravoslavné církve, pod jurisdikci Ruské pravoslavné církve. Sjednocení s Moskevským patriarchátem biskupa Sergije s jemu svěřenými obcemi provedl 15. října 1945 biskup Fotij, který za tím účelem přicestoval do Prahy.

### Arcibiskupem
Dne 2. dubna 1946 byl Sergij zbaven vedení ruské obce v Československu a byl prohlášen představeným pravoslavné obce v Praze. 17. dubna téhož roku byl v den 25. výročí své biskupské činnosti jmenován arcibiskupem a 7. června pak také arcibiskupem vídeňským, s místem výkonu funkce ve Vídni. V říjnu 1946 byl pak také potvrzen ve funkci exarchy Středoevropských pravoslavných církví Moskevského patriarchátu.

## Konec života a smrt

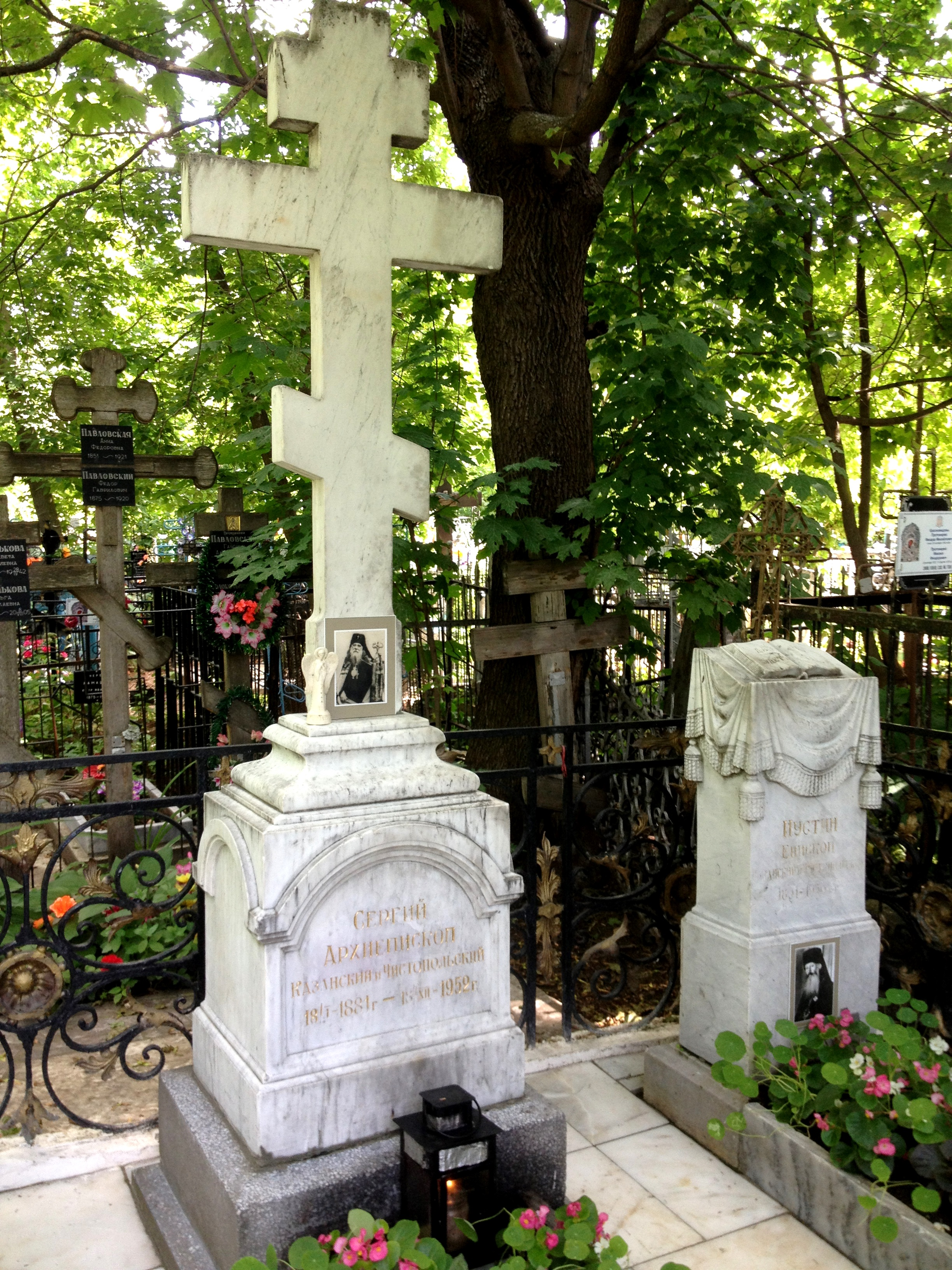
Hrob arcibiskupa Sergije na Arském hřbitově v Kazani

Vladyka Sergij skonal 18. prosince 1952 v Kazani. Tajemník kazaňské eparciální správy, protojerej Nikolaj Jevtopov, se snažil na úřadech vymoci povolení pro slavnostní převoz ostatků z domu v ulici Lesgafta do asi kilometr vzdáleného chrámu Jaroslavských Divotvorců, to však bylo kategoricky zamítnuto. Ostatky arcibiskupa Sergije byly převezeny v nákladním voze. Pohřeb 21. prosince 1952 sloužil arcibiskup možajský Makarij (Dajev). Sergij byl pochován na Arském hřbitově vedle hřbitovního kostela, poblíž hrobky biskupa Justina (Malceva).